# Marcin Koczot
Marcin Koczot (ur. 31 sierpnia 1978 w Pyskowicach) – polski wokalista rockowy, kompozytor i twórca tekstów, członek zespołu Patrycji Markowskiej.

## Życiorys

### Edukacja
Ukończył Technikum Elektroenergetyczne w Gliwicach. Następnie na Wydziale Mechanicznym Technologicznym Politechniki Śląskiej uzyskał tytuł magistra inżyniera o specjalizacji edukacja techniczno-informatyczna.

### Kariera
Uczestnik trzeciej edycji programu Idol. Śpiewał w zespołach: Spotlight (1998–2003) i Chemia (2009–2011) oraz zespole Patrycji Markowskiej (od 2003). W 2003 w ramach Krajowych Eliminacji do Konkursu Piosenki Eurowizji 2003 wystąpił z zespołem Spotlight, wykonując utwór „I Believe in You” w duecie z Magdą Femme. Od 2003 śpiewa w zespole Patrycji Markowskiej, wykonując z nią utwory w duecie na jej koncertach oraz drugie głosy. W 2011 wziął udział w konkursie wokalnym emitowanym w TVP2 The Voice of Poland.

## Dyskografia

### Występy gościnne
| Rok  | Wykonawca     | Album                                               | Utwór             | Uwagi                    | Źr.   |
| ---- | ------------- | --------------------------------------------------- | ----------------- | ------------------------ | ----- |
| 2014 | Perfect       | DaDaDam                                             | „Express”         | wraz z zespołem Perfect  | [ 3 ] |
| 2011 | Różni artyści | Fineasz I Ferb (Phineas & Ferb 1st + 2nd Dimension) | „Robotyczny bunt” | wraz z Juliuszem Kamilem | [ 4 ] |

### Utwory dla innych artystów
| Rok  | Wykonawca          | Album                     | Utwór                     | Uwagi         | Źr.   |
| ---- | ------------------ | ------------------------- | ------------------------- | ------------- | ----- |
| 2007 | Patrycja Markowska | Świat się pomylił         | wszystkie utwory z albumu | chórek        | [ 5 ] |
| 2004 | Kasia Kowalska     | Samotna w wielkim mieście | „Świat otępiały”          | muzyka, słowa | [ 6 ] |

### Wraz z zespołem Chemia
- 2010: Dobra Chemia[7]
- 2011: O2[8]